# Société Bournhonet, Lerefait et Cie
La Société Bournhonet, Lerefait et Cie est un ancien constructeur automobile français.

## Historique
La société est fondée en 1913 à Rouen par André Bournhonet (1889-1961) et Raoul Lerefait (1893-1972). Elle a ses bureaux et ses ateliers no 51 bis rue du Mail et no 23 rue Malouet. La marque, appelée Audax, est enregistrée le 22 mars 1913[réf. nécessaire]. La production d'automobiles commence en 1913 et prend fin en 1914.
Le 15 février 1914, une Audax pilotée par Lerefait est engagée dans la course de côte de la rue d'Ernemont à Rouen. Elle se classe 12e au rallye automobile Paris-Rouen organisé par La Vie au grand air.
En 1920, la société est dissoute et, en fin d'année, l'outillage et les pièces sont vendus,.
L'ingénieur André Bournhonet, mobilisé pendant la Première Guerre mondiale, travaille ensuite chez le constructeur de cyclecars Derby, puis créera l'éphémère Tracfort présentée en 1934 au Salon de l'automobile de Paris.

## Principales voitures produites
- Le seul modèle produit a été une petite voiture torpédo équipée d'un moteur à quatre cylindres.